# Luc Coene
Luc Coene (Gent, 11 maart 1947 – Tervuren, 5 januari 2017) was een Belgisch econoom en politicus. Van 2011 tot 2015 was hij gouverneur van de Nationale Bank van België.

## Biografie
Luc Coene was licentiaat in de economische wetenschappen aan de Rijksuniversiteit Gent en behaalde een postgraduaat aan het Europacollege in Brugge.

### Carrière
Van 1973 tot 1976 was hij in dienst bij de dienst Voorlichting van het departement Studiën van de Nationale Bank van België en van 1976 tot 1979 bij de dienst Internationale Akkoorden van het departement Buitenland Vervolgens was hij van 1979 tot 1985 assistent van de Belgische beheerder bij het Internationaal Monetair Fonds en in 1985 adjunct-kabinetschef van minister van Financiën Frans Grootjans (PVV).
Van 1985 tot 1988 was Coene kabinetschef van vicepremier en minister van Begroting Guy Verhofstadt (PVV), waarna hij in 1988 visiting scholar werd bij het Internationaal Monetair Fonds. Van 1989 tot 1992 was hij economisch adviseur bij DG II (directoraat-generaal II) van de Europese Commissie en van 1992 tot 1995 adviseur bij het departement Buitenland van de Nationale Bank van België.
Van 1995 tot 1999 zetelde hij voor de VLD als gecoöpteerd senator in de Senaat. Daarna was hij van 1999 tot 2001 kabinetschef van eerste minister Guy Verhofstadt, van 1999 tot 2003 secretaris van de federale ministerraad en van 2001 tot 2003 voorzitter van het directiecomité van de FOD Kanselarij van de Eerste Minister. In 2003 werd hij benoemd tot minister van Staat.

### Nationale Bank
Van augustus 2003 tot maart 2011 was Coene vicegouverneur van de Nationale Bank van België, om er vervolgens van april 2011 tot maart 2015 in opvolging van Guy Quaden gouverneur te zijn. In die hoedanigheid was hij ook lid van de Governing Council en de General Council van de Europese Centrale Bank, gouverneur bij het Internationaal Muntfonds en lid van de raad van bestuur van de Bank voor Internationale Betalingen. Jan Smets volgde hem op.
Vanaf maart 2015 tot aan zijn overlijden was hij lid van de raad van toezicht van het Single Supervisory Mechanism, de ECB-instelling die toezicht houdt op grote banken.

### Overige functies
Coene was van 1999 tot zijn overlijden afwisselend ondervoorzitter en voorzitter van de Koninklijke Muntschouwburg, in tandem met Roger Lallemand en Philippe Delusinne.
In 2015 werd hij bestuurder en lid van het strategisch comité en het auditcomité van SN Air Holding, de eigenaar van luchtvaartmaatschappij Brussels Airlines.
Coene was ondervoorzitter van de Koning Boudewijnstichting en bestuurder van de Belgian American Educational Foundation en het Carnegie Hero Fund.

### Overlijden
Coene overleed in 2017 op 69-jarige leeftijd. Hij kreeg een staatsbegrafenis in de Sint-Jan-Evangelistkerk in Tervuren.